# Kensington Gardens

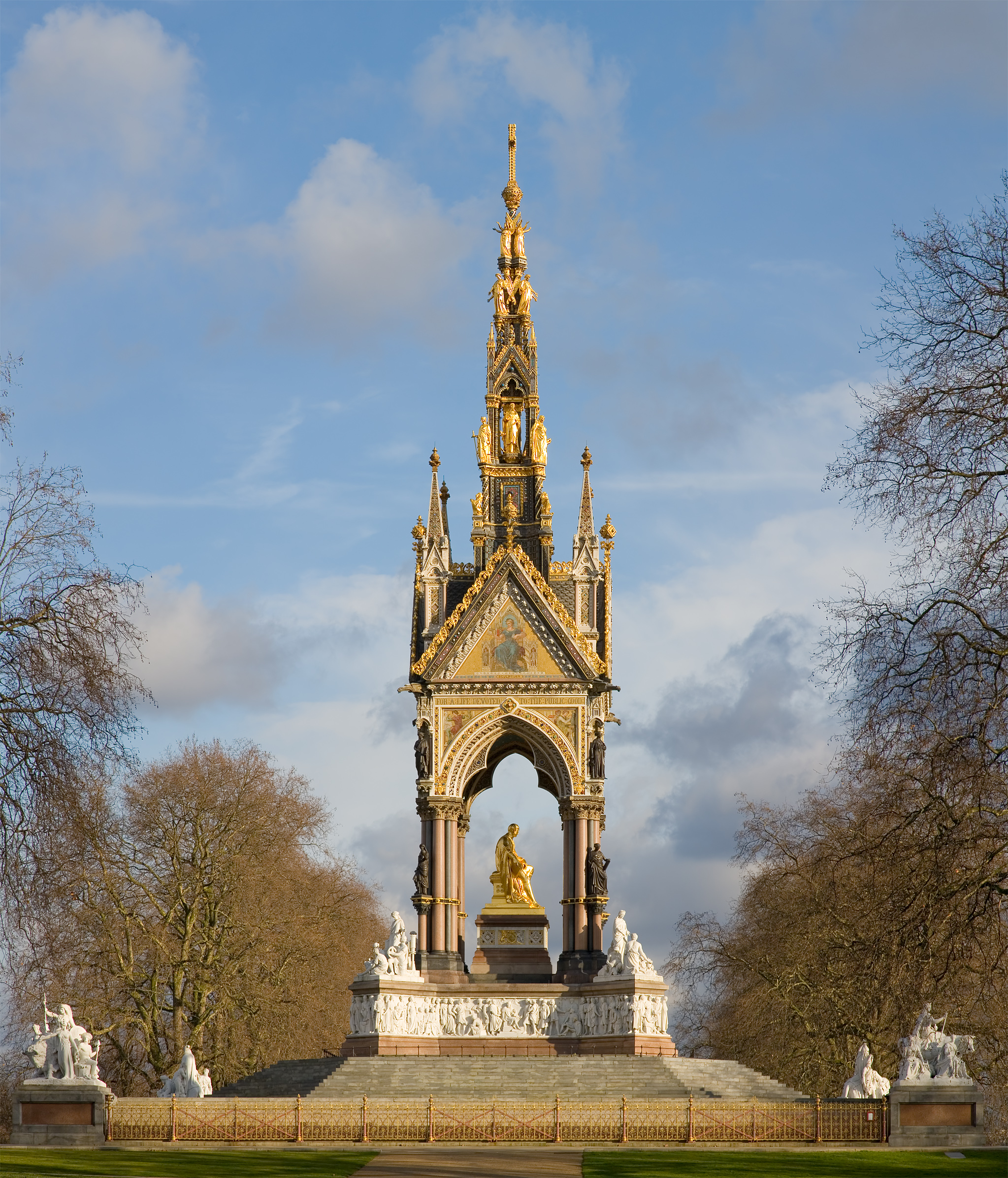
Albert Memorial

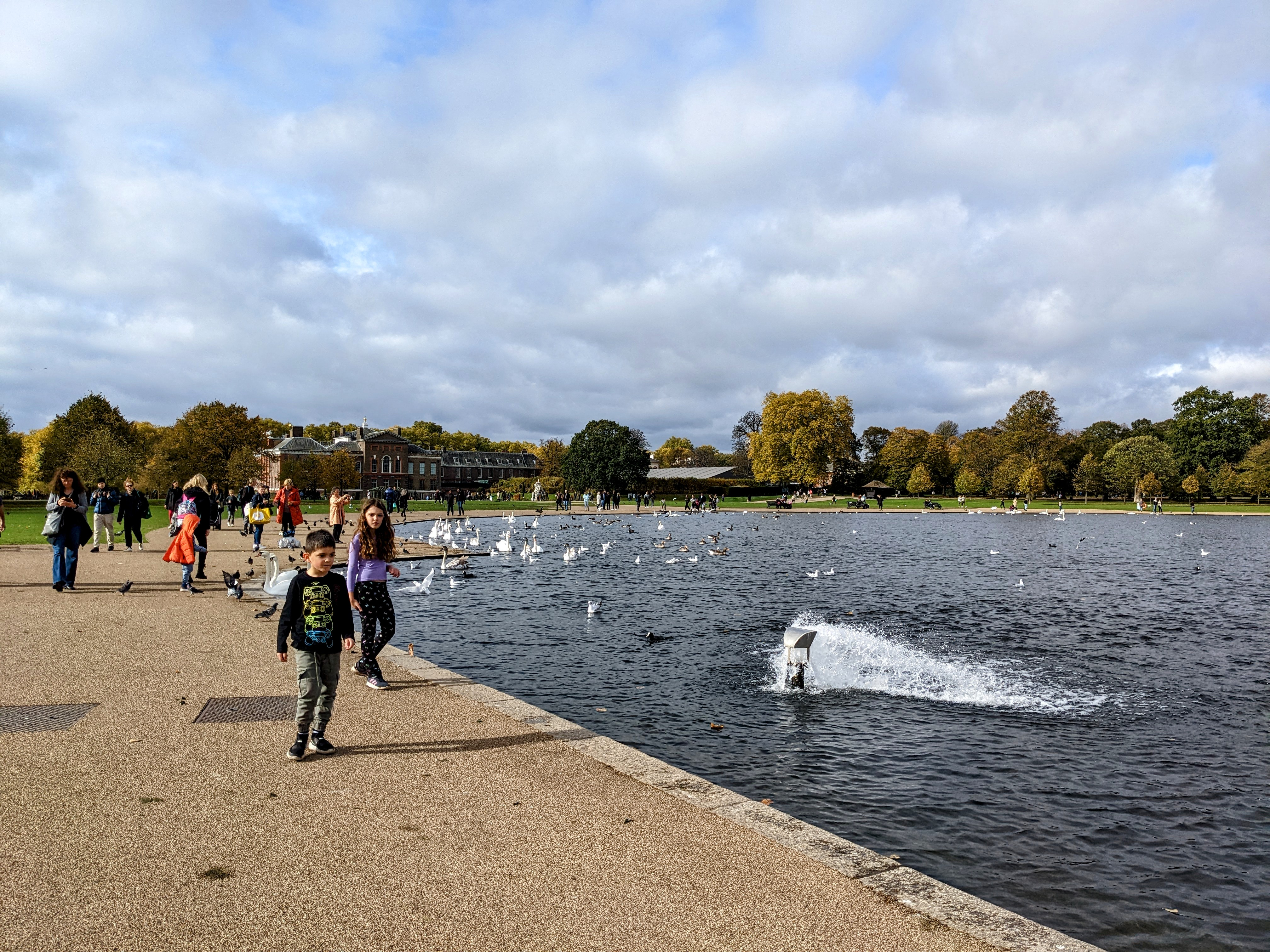
Der „Round Pond“ (Runder Teich) mit dem Kensington Palace im Hintergrund

Kensington Gardens ist einer der königlichen Parks in London und grenzt unmittelbar an den Hyde Park. Der größte Teil liegt in der City of Westminster, ein kleiner Teil im Westen im Stadtbezirk Kensington and Chelsea. Die Fläche beträgt 1,1 km².
Die Straße West Carriage Drive trennt Kensington Gardens vom Hyde Park. Zusammen mit dem Hyde Park, dem Green Park und dem St. James’s Park bilden die Kensington Gardens einen über vier Kilometer langen, nur durch einige Straßen unterbrochenen Grünstreifen zwischen den Stadtteilen Westminster und Notting Hill.
1689 kaufte König William III. das Gelände, um sich hier von seinem Asthmaleiden zu erholen. Er beauftragte Christopher Wren mit dem Bau des Kensington Palace. Seit 1872 steht am Südrand des Parks das Albert Memorial, in Erinnerung an Prinz Albert von Sachsen-Coburg und Gotha.
In einem im Jahr 1934 errichteten Pavillon ist die Serpentine Gallery untergebracht, die auf moderne Kunst spezialisiert ist. Hier wurden Werke unter anderem von Man Ray, Henry Moore, Andy Warhol, Bridget Riley und Damien Hirst ausgestellt. Ein weiterer Anziehungspunkt ist eine Peter-Pan-Statue und die Elfeneiche. Seit 2013 befindet sich in einem Neubau, entworfen von dem Architekturbüro Zaha Hadid,  die Serpentine Sackler Gallery. Der Bau steht in unmittelbarer Nähe von The Magazine, einem Schießpulvermagazin aus dem Jahre 1805.